# Diego Braghieri
Diego Luis Braghieri (Las Parejas, 23 de febrero de 1987) es un futbolista argentino. Se desempeña como defensor y su actual equipo es el Club Social y Deportivo Madryn de la Primera Nacional del Fútbol Argentino

## Trayectoria
Braghieri se formó en las categorías inferiores del Argentino Atlético Club de Las Parejas. Luego se mudó a Colonia San Bartolomé, provincia de Córdoba. Volvió a Argentino, y en un amistoso fue observado por personas que lo llevaron a Rosario Central. Con este equipo debutó en primera división el 24 de marzo de 2007, con Carlos Ischia como entrenador. Marcó 3 goles jugando para Central, siendo uno contra Newells en el Torneo Apertura 2009. Uno de sus mayores éxitos fue meter un gol contra Arsenal de Sarandí en el 2023, lo cual le permitió convertirse en el mejor defensor de la historia del Gran DT, y es al día de hoy que todos lo recuerdan por ese logro histórico
A mediados de 2011 llegó a préstamo a Lanús con opción de compra. Hizo su primer gol con la camiseta del granate en la primera fecha del Torneo Clausura 2012 ante San Lorenzo en la victoria por 4 a 1 de local.
El 26 de febrero de 2013 participó en un partido por la Copa Libertadores de América en el cual su equipo Arsenal de Sarandí fue derrotado por el Atlético Mineiro por 5 a 2. Hacia el final del partido, Braghieri cometió un alevoso foul en contra del delantero rival Ronaldinho. El árbitro del partido señor Martín Vázquez (Uruguay) cobró tiro penal, pero no sancionó a Braghieri. El brutal episodio originó notas periodísticas y comentarios editoriales en distintos medios de prensa alrededor del mundo.
El 21 de octubre de 2014, en el partido Lanús contra Cerro Porteño, Braghieri metió un gol que fue llamado "messiano" por los medios de comunicación, en referencia al astro argentino Lionel Messi: comenzó una corrida desde detrás de la mitad de la cancha, superó a 4 jugadores y definió de zurda. La jugada también fue comparada con los goles de Mario Kempes del Mundial de Fútbol Argentina '78 y con el de la corrida memorable de Diego Armando Maradona en el mundial de 1986.

En 2016, jugando en Lanús,  se consagró campeón del Campeonato de Primera División 2016 y de la Copa del Bicentenario.

## Estadísticas
Datos actualizados al 9 de diciembre de 2022.
| Rosario Central Argentina |               |               |     |    |    |    |    |     |     |    |
| 1.ª | C-2007        | 2             | 0   | -  | -  | -  | -  | 2   | 0   |    |
| 1.ª | A-2007        | 6             | 0   | -  | -  | -  | -  | 6   | 0   |    |
| 1.ª | C-2008        | 7             | 0   | -  | -  | -  | -  | 7   | 0   |    |
| 1.ª | A-2008        | 16            | 1   | -  | -  | -  | -  | 16  | 1   |    |
| 1.ª | C-2009        | 14            | 0   | -  | -  | -  | -  | 14  | 0   |    |
| 1.ª | A-2009        | 14            | 1   | -  | -  | -  | -  | 14  | 1   |    |
| 1.ª | C-2010        | 13            | 1   | -  | -  | -  | -  | 13  | 1   |    |
| 2.ª | 2010-11       | 32            | 0   | -  | -  | -  | -  | 32  | 0   |    |
| Total club | Total club    | 104           | 0   | 0  | 0  | 0  | 0  | 104 | 0   |    |
| Lanús Argentina |               |               |     |    |    |    |    |     |     |    |
| 1.ª | A-2011        | 9             | 0   | -  | -  | 2  | 0  | 11  | 0   |    |
| 1.ª | C-2012        | 9             | 2   | -  | -  | 8  | 0  | 17  | 2   |    |
| 1.ª | 2014          | 15            | 0   | -  | -  | 5  | 1  | 20  | 1   |    |
| 1.ª | 2015          | 17            | 1   | 5  | 0  | 4  | 1  | 26  | 2   |    |
| 1.ª | 2016          | 14            | 0   | -  | -  | -  | -  | 14  | 0   |    |
| 1.ª | 2016-17       | 19            | 1   | 5  | 1  | 8  | 0  | 32  | 2   |    |
| 1.ª | 2017          | 4             | 0   | 1  | 0  | 7  | 0  | 12  | 0   |    |
| 1.ª | 2021          | 12            | 1   | -  | -  | -  | -  | 12  | 1   |    |
| 1.ª | 2022          | 16            | 1   | 1  | 0  | 8  | 1  | 25  | 2   |    |
| | Total club    | Total club    | 115 | 6  | 12 | 1  | 42 | 3   | 169 | 10 |
| Arsenal Argentina |               |               |     |    |    |    |    |     |     |    |
| 1.ª | I-2012        | 18            | 1   | 1  | 0  | -  | -  | 19  | 1   |    |
| 1.ª | F-2013        | 15            | 2   | 3  | 0  | 5  | 2  | 23  | 4   |    |
| 1.ª | I-2013        | 16            | 0   | 2  | 0  | -  | -  | 18  | 0   |    |
| 1.ª | F-2014        | 10            | 1   | 1  | 0  | 8  | 1  | 19  | 2   |    |
| Total club | Total club    | 59            | 4   | 7  | 0  | 13 | 3  | 79  | 7   |    |
| Atlético Nacional · Colombia |               |               |     |    |    |    |    |     |     |    |
| 1.ª | A-2018        | 17            | 0   | 2  | 0  | 5  | 0  | 24  | 0   |    |
| 1.ª | F-2018        | 10            | 0   | 4  | 0  | 1  | 0  | 15  | 0   |    |
| 1.ª | A-2018        | 6             | 2   | -  | -  | 2  | 0  | 8   | 2   |    |
| Total club | Total club    | 33            | 0   | 6  | 0  | 8  | 0  | 47  | 0   |    |
| Tijuana · México |               |               |     |    |    |    |    |     |     |    |
| 1.ª | C-2019        | 18            | 1   | 4  | 1  | -  | -  | 22  | 2   |    |
| 1.ª | A-2020        | 18            | 1   | 2  | 0  | -  | -  | 20  | 1   |    |
| Total club | Total club    | 36            | 2   | 6  | 1  | 0  | 0  | 42  | 3   |    |
| Atlético Nacional · Colombia |               |               |     |    |    |    |    |     |     |    |
| 1.ª | 2020          | 14            | 2   | 0  | 0  | 0  | 0  | 14  | 0   |    |
| Total club | Total club    | 14            | 2   | 0  | 0  | 0  | 0  | 14  | 2   |    |
| San Lorenzo Argentina |               |               |     |    |    |    |    |     |     |    |
| 1.ª | 2021          | -             | -   | 14 | 0  | 6  | 0  | 20  | 0   |    |
| Total club | Total club    | 0             | 0   | 14 | 0  | 6  | 0  | 20  | 0   |    |
| Total carrera | Total carrera | Total carrera | 361 | 14 | 45 | 2  | 69 | 6   | 475 | 22 |
| (1) Incluye datos de la Supercopa Argentina, Copa Argentina, Superliga de Colombia, Copa Colombia, Copa México. (2) Incluye datos de la Copa Sudamericana, Copa Libertadores, Recopa Sudamericana, Copa Suruga Bank. (3) No incluye goles en partidos amistosos. |               |               |     |    |    |    |    |     |     |    |

## Palmarés

### Torneos locales
| Título                | Club              | País      | Año  |
| --------------------- | ----------------- | --------- | ---- |
| Supercopa Argentina   | Arsenal           | Argentina | 2012 |
| Copa Argentina        | Arsenal           | Argentina | 2013 |
| Primera División      | Lanús             | Argentina | 2016 |
| Copa del Bicentenario | Lanús             | Argentina | 2016 |
| Supercopa Argentina   | Lanús             | Argentina | 2016 |
| Copa Colombia         | Atlético Nacional | Colombia  | 2018 |